# Выбраться из Бруклина
«Выбраться из Бруклина» — кинофильм, независимый проект и режиссёрский дебют Мэтти Рича.

## Производство
Рич написал сценарий этого фильма, когда ему было 17 лет. Фильм делали два года, актёры работали бесплатно. Рич сыграл роль Ларри, друга Денниса. Остальные средства авторы изыскивали за счёт частных пожертвований и кредитов. Часть денег Рич достал после того, как выступил на Нью-Йоркском радио и попросил слушателей помочь ему. Слушатели собрали в общей сложности 7700 долларов, а весь бюджет картины составил 440000 долларов. Когда фильм вышел, Ричу было только 19 лет, фильм собрал 2700000 долларов.

## Сюжет
Выбраться из Бруклина это неприукрашенная история Денниса (Лоренс Гиллиард-мл.), «чёрного» подростка, живущего в «социальном» жилье с сестрой, матерью и злобным отцом-алкоголиком. Отчаявшись от такой беспросветной жизни, Деннис вместе с приятелями задумал ограбить местного торговца наркотиками.

## Награды
В 1991—1992 годах фильм участвовал в нескольких кинофестивалях.
В 1992 году Рич получил премию «Независимый дух» (Independent Spirit Awards) как лучший режиссёр-дебютант. На эту премию номинировались также один из актёров второго плана и композитор, написавший музыку для фильма.
На фестивале независимого кино Сандэнс Рич также был удостоен награды от жюри, а фильм претендовал на «Большой приз жюри».